# Brustna hjärtans byrå
Brustna hjärtans byrå (tyska: Die Liebeskümmerer) är en tysk romantisk komedifilm från 2024 i regi av Shirel Peleg. Manuset är skrivet av Antonia Rothe-Liermann, Elena-Katharina Sohn och Malte Welding. Filmen hade premiär på strömningstjänsten Netflix den 14 februari 2024.

## Handling
Filmen kretsar kring en ung journalist som önskar avslöja grundaren av en kärleksbyrå som en bluff.

## Rollista (urval)
- Rosalie Thomass
- Laurence Rupp
- Cora Trube
- Jakob Schreier
- Jerry Hoffmann